# Monika Mulder
Monika Mulder (née à Woudsend aux Pays-Bas en 1972) est une designer néerlandaise travaillant en Suède. Elle conçoit  surtout des objets du quotidien qu'elle veut à la fois fonctionnels, beaux et originaux. Après avoir été employée chez Ikea, elle travaille comme indépendante pour des compagnies de renom.

## Biographie

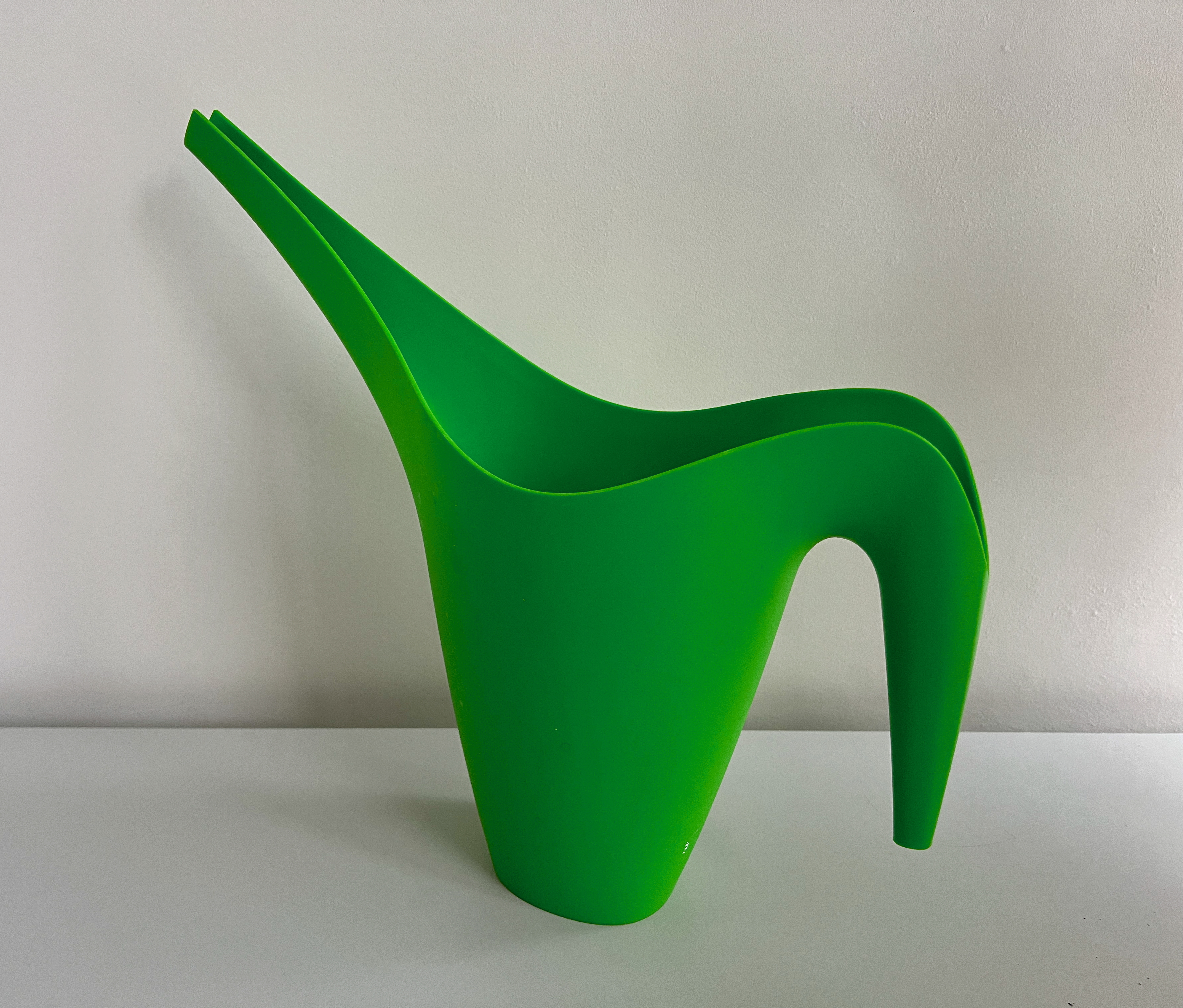
Arrosoir IKEA PS VÅLLÖ ou IKEA PS 2002 par Monika Mulder

De 1992 à 1997, Monika Mulder fait des études à la Design Academy d'Eindhoven et obtient un diplôme en design industriel.
Ensuite elle fait un stage en Suède au sein du département design d'Ikea et y obtient son premier emploi en 1998,.
En 2007, elle crée son studio de design à Göteborg, où elle travaille comme designer indépendante. Elle travaille pour des compagnies suédoises et internationales comme  Materia, Markslöjd, Pholc, Lundbergs möbler, Tenzo et toujours, Ikea,. Monika Mulder se soucie beaucoup de l'aspect sculptural du design. Elle conçoit des meubles, des produits industriels et des intérieurs, mais s’est surtout fait connaître pour ses objets du quotidien pour lesquels elle associe des solutions fonctionnelles à une esthétique originale tout en veillant à respecter les exigences de la production. Son travail est caractérisé par des formes organiques et des lignes épurées,,.
Aujourd'hui, Monika Mulder continue d'explorer de nouvelles perspectives et de repousser les limites de la créativité. Elle reste une figure respectée et inspirante dans le monde du design, et son travail continue d'inspirer les amateurs et les professionnels du design partout dans le mon
« Les produits doivent remplir leur fonction, mais ont tout à gagner à avoir une apparence qui marque les esprits. »
Les créations de Monika Mulder sont régulièrement présentées dans des livres de design, les magazines de décoration, des expositions du monde entier et lui ont valu des récompenses.
Son travail figure dans les collections de musées, comme le Metropolitan Museum of Art.
Depuis 1998, elle vit et travaille en Suède, est mariée et a quatre enfants.

## Distinctions
- 2001 : Utmärkt Svensk Form (Meilleur design suédois) pour l'arrosoir Vallö (Ikea)[10]
- 2003 : Elle Decoration Best Furniture[8]
- 2017 : Lampe de l'année par Elle décoration pour la suspension Mobil[11]
- 2017 : Prix Elle Decoration Suède pour Gjöra, catégorie meilleur mobilier de chambre à coucher[12],[13]

## Expositions
- 2009 : Democratic Design: IKEA, Design Museum, Munich